# Rudolf Krejčíř
Rudolf Krejčíř byl český fotbalový útočník.

## Hráčská kariéra
Hrál za SK Židenice (1939–1952, 1954), klubu zůstal věrný v dobrém i zlém. V lize nastoupil ke 112 utkáním a vstřelil 61 branku. Byl třikrát nejlepším střelcem Židenic/Zbrojovky v prvoligovém ročníku (1939/40, 1948 a 1949). Ve druhé lize za ni nastřílel 23 branek, 3 branky pak v lize třetí. Celkem v jejím dresu zasáhl do 15 sezon. Je 5. nejlepším střelcem Zbrojovky v její prvoligové historii (od 1933/34, aktuální k ročníku 2016/17).
Byl členem slavného dorostu SK Židenice z konce 30. let 20. století. Dalších šest jeho tehdejších spoluhráčů si v dresu židenického A-mužstva zahrálo I. ligu (brankář Kosta, záložníci Res, M. Vaněk a Zapletal, útočníci J. Červený a Klimeš).

### Prvoligová bilance
| Ročník                                     | Zápasy | Góly | Klub               |
| ------------------------------------------ | ------ | ---- | ------------------ |
| Státní liga 1938/39                        | 3      | 0    | SK Židenice        |
| Národní liga 1939/40                       | 15     | 8    | SK Židenice        |
| Národní liga 1940/41                       | 15     | 4    | SK Židenice        |
| Národní liga 1941/42                       | 9      | 6    | SK Židenice        |
| Národní liga 1942/43                       | 11     | 7    | SK Židenice        |
| Národní liga 1943/44                       | 12     | 7    | SK Židenice        |
| Státní liga 1945/46                        | 9      | 4    | SK Židenice        |
| Státní liga 1946/47                        | 10     | 7    | SK Židenice        |
| Státní liga 1948                           | 9      | 7    | Zbrojovka Židenice |
| Celostátní československé mistrovství 1949 | 19     | 11   | Zbrojovka Brno     |
| LIGA CELKEM                                | 112    | 61   |                    |